# Tokkje állomás
Tokkje (Deokgye) állomás föld feletti metróállomás a szöuli metró 1-es vonalán, 2007 óta. Egyúttal a hagyományos Kjongvon (Gyeongwon) vasútvonal állomása is.

## Viszonylatok
| 1-es vonal                                    | 1-es vonal                   | 1-es vonal                                           |
| --------------------------------------------- | ---------------------------- | ---------------------------------------------------- |
| Tokcsong (Deokjeong) Szojoszan (Soyosan) felé | Kjongvon (Gyeongwon) szakasz | Jangdzsu (Yangju) Incshon (Incheon) felé             |
| Korail                                        |                              |                                                      |
| Jangdzsu (Yangju) Jongszan (Yongsan) felé     | Kjongvon (Gyeongwon) vonal   | Tokcsong (Deokjeong) Pengmagodzsi (Baengmagoji) felé |